# Mjuka gommen
Mjuka gommen (äv. gomseglet, lat. palatum molle eller velum palatinum, kan även sägas omfatta gomspenen, lat. uvula palatina) är den mjuka vävnad som sitter längst bak i munnens tak, bakom hårda gommen. Mjuka gommens främsta uppgift är att stänga till passagen mellan munhåla/svalg och näshåla vid sväljning. Denna tillslutning utförs tillsammans med svalgväggarna.
Även vid tal spelar mjuka gommen en viktig roll genom att tillsammans med svalgväggarna stänga eller öppna passagen beroende på om språkljudet som artikuleras ska vara nasalt eller inte. Denna mekanism kallas velofarynxfunktion.
Flera språkljud artikuleras med tungan mot någon del av mjuka gommen, se talapparaten.
Mjuka gommens rörelser vid andning är den främsta orsaken till snarkning.